# Stijve steenraket
Stijve steenraket (Erysimum virgatum, synoniemen Erysimum hieraciifolium, Erysimum strictum) is een tweejarige, soms overblijvende plant, die behoort tot de kruisbloemenfamilie (Brassicaceae). De soort staat op de Nederlandse Rode lijst van planten als zeer zeldzaam en zeer sterk afgenomen. De plant komt van nature voor in Eurazië en is vandaaruit verspreid naar Noord-Amerika.
De plant wordt 30-90 cm hoog en heeft een scherpkantige stengel. De langwerpig lancetvormige bladeren hebben overwegend drietakkige, aangedrukte haren. Er kunnen ook twee, vier of vijftakkige haren voorkomen. De onderste bladeren hebben een getande bladrand. De bladeren zijn ongeveer vijf tot zes keer zo lang als breed.
Stijve steenraket bloeit van juni tot in september met goudgele bloemen. De kroonbladen zijn 8-10 mm lang en 2-3 mm breed. De kelkbladeren zijn 5-8 mm lang en 1-1,5 mm breed.

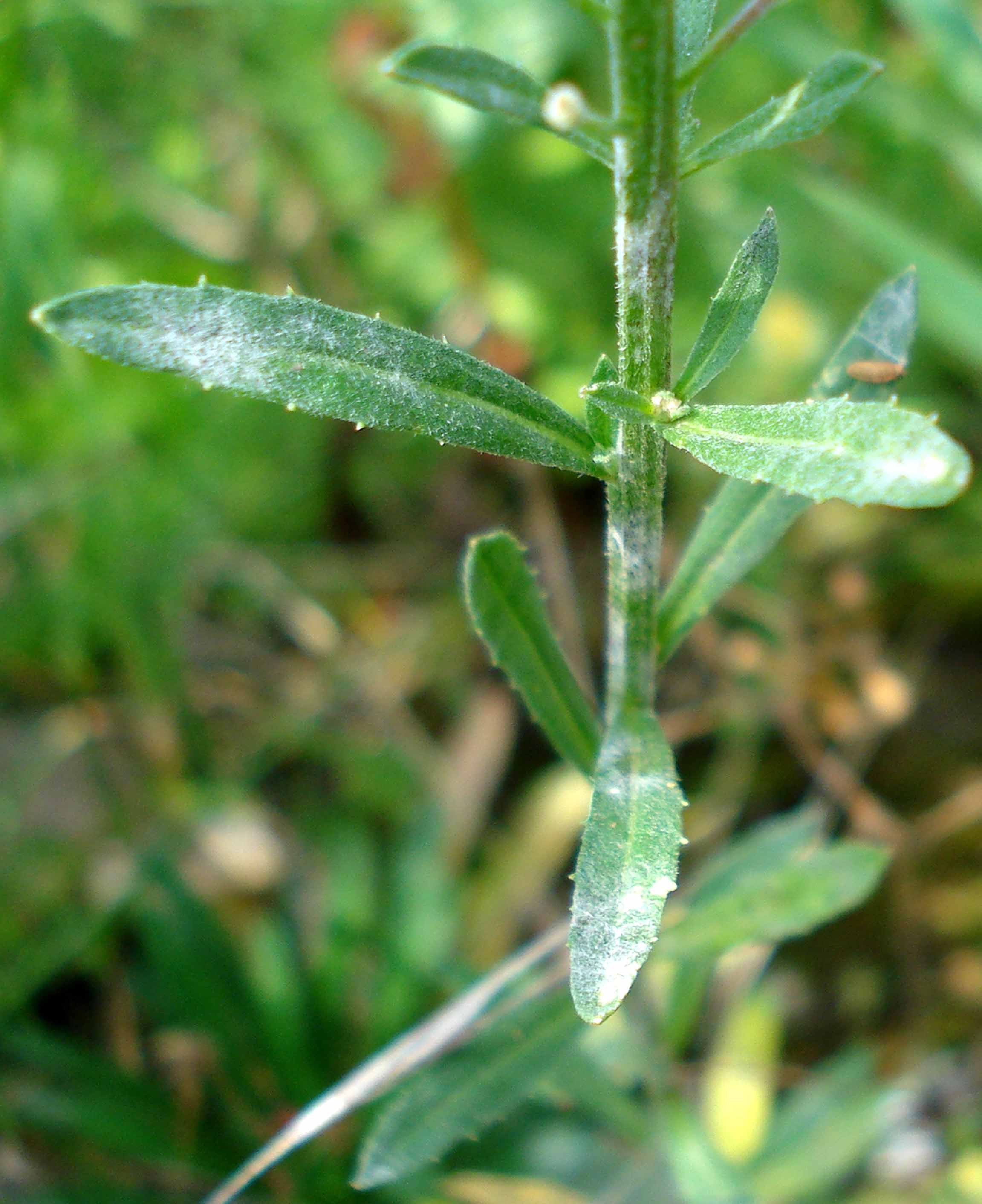
Stengelbladeren

De vrucht is een grijsgroene, 3-5,5 cm lange en 1-1,3 mm brede hauw. De rechtopstaande vruchtstelen staan onder een hoek van 30° aan de stengel. De zaden zijn 1-1.5 × 0,4-0,6 mm groot.
De plant komt voor op droge, voedselrijke, zandige grond langs bosranden en rivieren.

## In andere talen
- Duits: Steifer Schöterich
- Engels: European Wallflower, Siberian Wallflower, Hawkweed-leaved Treacle Mustard
- Frans: Vélar à feuilles d'Épervière, Vélar en baguette